# Вагиндра
Ваги́ндра (санскр. vaghintara, бур. вагиндрын үзэглэл) — разновидность старомонгольского письма, разработанная в 1905 году бурятским ламой Агваном Доржиевым (1850—1938).

## Название
Вагиндра (санскр. Vaghintara — Владыка речи, также одно из имён Манджушри) — первое буддийское имя Агвана Доржиева.

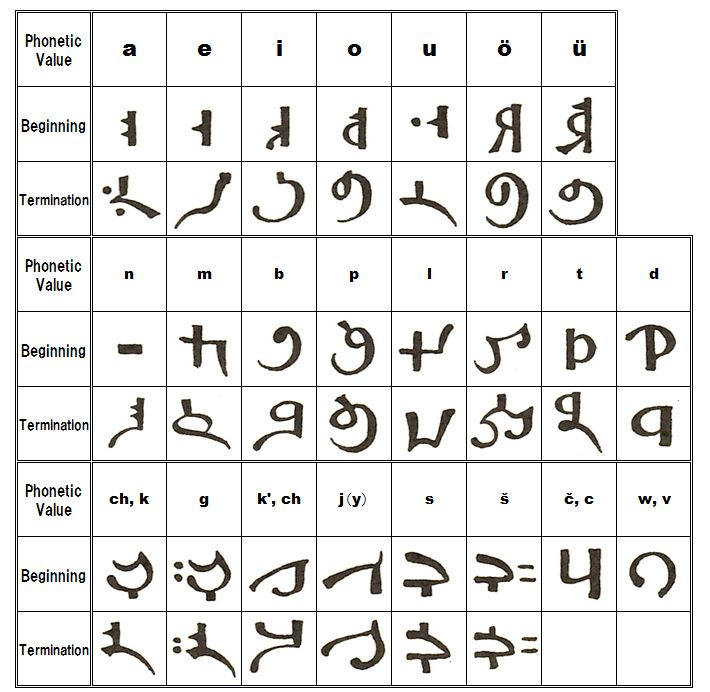
Алфавит с транскрипцией

## Специфика
Задачей вновь созданной письменности было устранение неоднозначностей в орфографии и возможность записи, наряду с монгольским, русского языка (например, мягкие буквы, а также щ, ы, ф). Была устранена вариативность формы символов в зависимости от положения — все знаки основывались на среднем варианте старомонгольского письма. Вплоть до 1910 года на вагиндре было напечатано не менее дюжины книг. Агван Доржиев основал несколько дацанов и школ в Бурятии и Калмыкии, открыл издательство в Петербурге и типографию в Ацагатском дацане.
Бурятское письмо, подобно монгольскому, имело полифонный характер. Буквы в строке помещались вертикально сверху вниз и писались, как правило, слитно. Строки в тексте следовали слева направо. Своеобразие бурятского почерка было вызвано тем, что буряты писали карандашом и пером, а монголы — кистью. Почти все буквы бурятского алфавита имели три графических варианта (аллографа), в зависимости от того, какое место в слове они занимали (в начале слова, в середине или в конце).
До 1917 года у бурятов письменным языком был бурятизированный извод классического монгольского языка. Им пользовались только восточные буряты (агинские, баргузинские, хоринские, селенгинские). Западные буряты (нижнеудинские, аларские, балаганские, капсальские, тункинские, кудинские, эхирит-булагатские) не имели общепринятой письменности. Попытки ввести для них алфавит на старомонгольской и русской основах не имели успеха до 1930 года. Б. Б. Барадийн разработал алфавит на латинской основе в 1910 году. В 1930 году было введено «стандартное бурят-монгольское письмо». Продержалось оно до 1931 года. В своё время против замены вертикальной графики выступили такие учёные, как, например, известный востоковед Г. Ц. Цыбиков.